# Stéphane Sarrazin

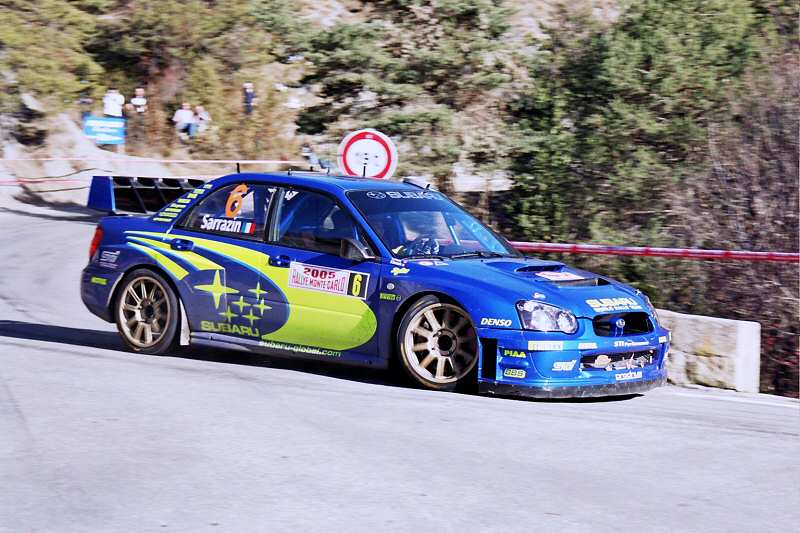
Sarrazin en el Campeonato Mundial de Rally con el equipo Subaru

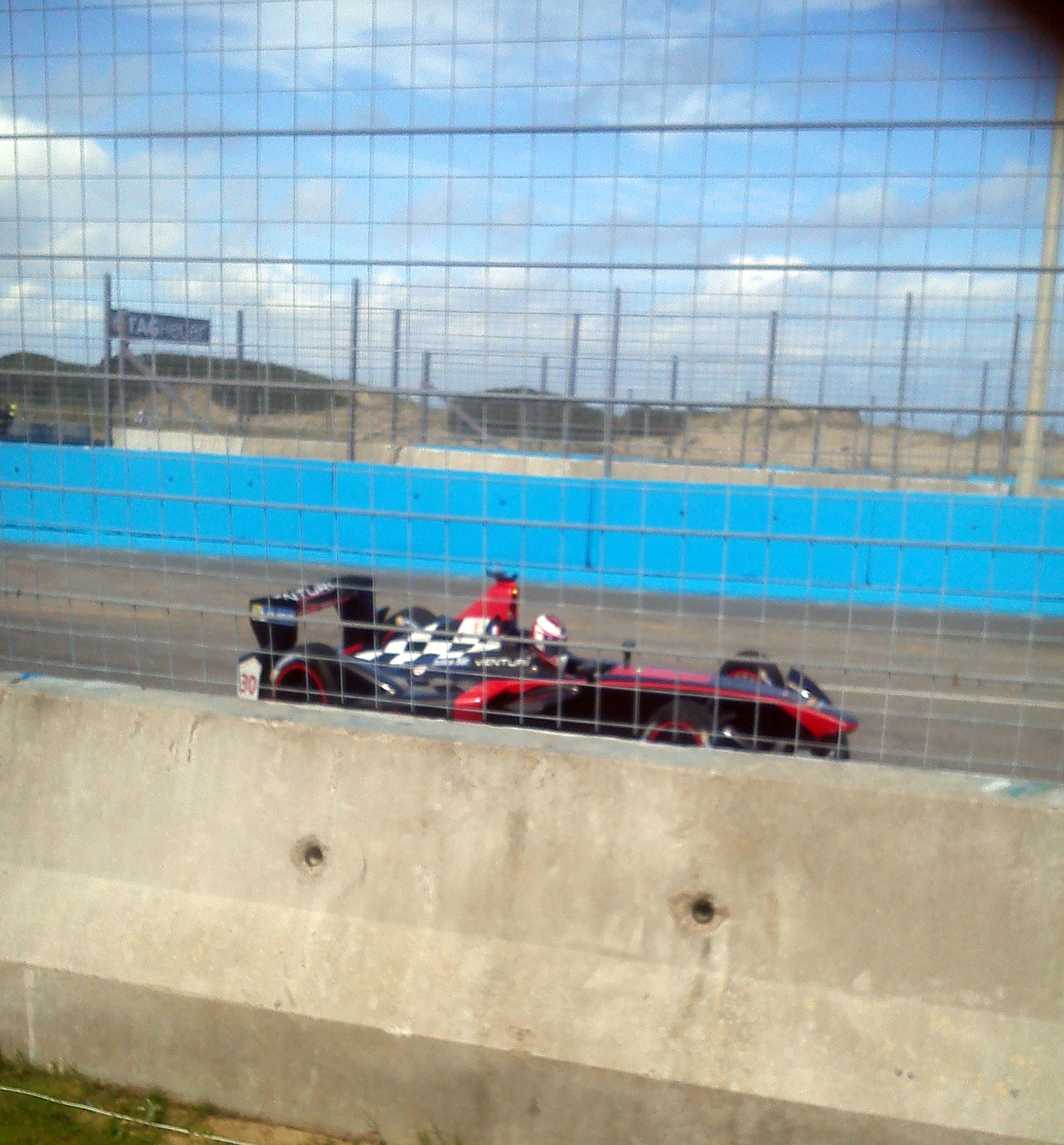
Sarrazin en el ePrix de Punta del Este del 2014, fecha válida por la Fórmula E.

Stéphane Jean-Marc Sarrazin (Barjac, Gard, Francia; 2 de noviembre de 1975) es un piloto francés de automovilismo que ha competido al más alto nivel en diversas disciplinas, entre ellas monoplazas, rally, gran turismos y sport prototipos. Entre sus variados logros se destacan un podio en la carrera de la Fórmula 3000 Internacional en el circuito de Mónaco, una victoria en el Rally de Córcega, un podio en el Rally de Monte Carlo, tres victorias en Petit Le Mans, una victoria en las 24 Horas de Spa y podios absolutos en las 24 Horas de Le Mans y las 12 Horas de Sebring.

## Trayectoria
Sarrazin ganó dos títulos franceses de karting, tras lo cual ascendió en las categorías escuela de monoplazas hasta obtener el subcampeonato de la Fórmula 3 Francesa en 1997. Eso le permitió ingresar al equipo Apomatox de la Fórmula 3000 Internacional al año siguiente. Ganó en su debut en Oschersleben, llegó segundo en Hungría y cuarto en Mónaco, lo cual le bastó para concluir sexto en el campeonato. Al mismo tiempo, se desempeñó como piloto de pruebas de la escudería Prost de Fórmula 1.
En 1999, Sarrazin debutó en la máxima categoría de automovilismo en el Gran Premio de Brasil de 1999 con la escudería italiana Minardi, en sustitución del lesionado Luca Badoer. Allí clasificó 17º y se retiró de la carrera ante un desprendimiento del alerón. El resto del año, además de ser probador de Prost, corrió en la Fórmula 3000 en su filial, Gauloises Junior, donde cosechó una victoria y seis arribos a zona de puntos en diez carreras, que le significaron terminar cuarto.
Manteniendo su trabajo en Prost, Sarrazin pasó al equipo West de la Fórmula 3000, el equipo formativo de McLaren. Al sumar apenas tres puntos en las primeras seis carreras de 2001, fue despedido del equipo. Continuó entrenando en el equipo Prost de Fórmula 1, para el cual además corrió la fecha de Mónaco de la Fórmula 3000 que finalizó tercero; disputó las 24 Horas de Le Mans en un Chrysler LMP oficial de Oreca; y debutó en rally, disciplina en que consiguió una victoria de clase en el Rally de Var a los mandos de un Subaru Impreza.
Ante la salida de Prost de la Fórmula 1, Sarrazin pasó a ser probador de Toyota F1 en 2002. También corrió las 24 Horas de Le Mans, de nuevo para Oreca pero ahora en un Dallara-Judd que llegó sexto. En 2003, Sarrazin retrocedió a la World Series by Nissan, donde concluyó séptimo con una victoria y varios podios. También disputó varias carreras de sport prototipos en un Courage-Peugeot de Pescarolo: llegó octavo en las 24 Horas de Le Mans, ganó la fecha de Estoril y fue segundo en los 1000 km de Spa-Francorchamps del Campeonato de la FIA de Sport Prototipos, y segundo en los 1000 km de Le Mans.
El francés decidió dejar de las los monoplazas y dedicarse al rally en 2004. Ese año se llevó el título del Campeonato de Francia de Rally de asfalto con un Subaru Impreza WRC oficial, ganando tres fechas y subiendo al podio en las demás. También disputó tres pruebas de asfalto del Campeonato Mundial de Rally en la clase principal, llegando cuarto en Cataluña, sexto en Córcega y noveno en Alemania. Prodrive le entregó un Subaru Impreza oficial para correr la mitad de las fechas del Mundial 2005. Puntuó en dos de ellas, Córcega con un cuarto lugar y octavo en Alemania, pero llegó retrasado en las carreras sobre gravilla y nieve. En 2006, corrió para Prodrive cinco veces: llegó quinto en Monte Carlo, octavo en Córcega y Cataluña, y desertó en Alemania. Por otra parte, disputó la Carrera de Campeones en el Stade de France.
Junto a su actividad en rally, Sarrazin volvió a los circuitos, pero esta vez en gran turismo. En 2005 y 2006 retornó a las 24 Horas de Le Mans en un Aston Martin DBR9 oficial de la clase GT1, que terminó noveno absoluto y tercero en su clase en 2005 y décimo absoluto y quinto en clase en 2006. También en 2005, llegó sexto en las 24 Horas de Spa y retrasado en las 12 Horas de Sebring, nuevamente en un Aston Martin DBR9 oficial de GT1. En 2006, el francés disputó la temporada completa de la American Le Mans Series para Aston Martin, junto con Tomáš Enge. Consiguió tres victorias de la clase GT1 y terminó tercero en el campeonato, detrás de la dupla de Chevrolet.
Peugeot contrató a Sarrazin como piloto oficial en resistencia en 2007. Acompañado de Pedro Lamy, ganaron tres fechas en la Le Mans Series con el Peugeot 908 HDI FAP, de manera que ganaron los títulos de pilotos y equipos de LMP1, y llegaron segundos en las 24 Horas de Le Mans. En 2008, Sarrazin y Lamy ganaron tres carreras de la Le Mans Series, de manera que quedaron séptimos en el campeonato de pilotos y cuartos en el de pilotos, detrás de sus compañeros de equipo de Peugeot y las dos duplas de Audi. Además, con Alexander Wurz como tercer piloto, llegaron quintos en las 24 Horas de Le Mans, y llegaron retrasados en las 12 Horas de Sebring en compañía de Nicolas Minassian. Sarrazin llegó segundo en Petit Le Mans, esta vez junto a Minassian y Christian Klien. También disputó las 24 Horas de Spa, esta vez en una Maserati MC12 de Vitaphone, donde ganó a dos vueltas del segundo.
Sarrazin disputó tres carreras de resistencia para Peugeot en 2009: las 12 Horas de Sebring, las 24 Horas de Le Mans y Petit Le Mans. Terminó segundo en las dos primeras con Franck Montagny y Sébastien Bourdais como compañeros de butaca, y ganó Petit Le Mans junto a Montagny. Nuevamente participó en las 24 Horas de Spa en una Maserati de Vitaphone, llegando 13º. También retornó al rally, en este caso en el Desafío Intercontinental de Rally, donde llevó un Peugeot 207 oficial al tercer lugar en Monte Carlo. Luego llegó cuarto en la misma carrera en 2010 y 2011, y abandonó en Ypres 2010.
En 2010, el francés compitió la mayor parte de las fechas de la Le Mans Series y las tres de la Copa Intercontinental Le Mans. En el equipo oficial de Peugeot, llegó segundo en los 1000 km de Spa-Francorchamps, abandonó en las 24 Horas de Le Mans, ganó en Petit Le Mans y los 1000 km de Zhuhai. También corrió tres fechas de la Le Mans Series para Oreca, también en un Peugeot 908 HDI FAP: fue cuarto en Le Castellet, ganó en Algarve y llegó segundo en Silverstone. Además, se subió nuevamente a un Aston Martin DBR9, en este caso en la fecha de Brno del Campeonato Mundial de GT1, donde llegó octavo y noveno en cada manga.
Sarrazin disputó las siete fechas de la Copa Intercontinental Le Mans 2011: ganó Petit Le Mans por tercera vez consecutiva y subió al podio en seis carreras, ayudando a que Peugeot volviera a ganar todos los títulos. También corrió el Gran Premio de Surfers Paradise del V8 Supercars australiano en un Holden Commodore del equipo de Brad Jones.
Ante la retirada de Peugeot de la resistencia, Sarrazin siguió corriendo en sport prototipos en distintos campeonatos. Disputó las 24 Horas de Le Mans como tercer piloto de un Toyota TS030 Hybrid oficial, abandonando al ser chocado por un rival en plena recta. También disputó las demás fechas del renombrado Campeonato Mundial de Resistencia para el equipo Starworks, al volante de un HPD ARX-03b tripulado además por Ryan Dalziel y Enzo Potolicchio. Logró dos victorias de clase, una de ellas con un tercer puesto absoluto en las 12 Horas de Sebring, y podios de clase en seis carreras de siete. Así, obtuvo el campeonato de equipos de la clase LMP2.
Además, logró un segundo puesto y un cuarto en dos fechas de la European Le Mans Series, al volante de un Oreca-Nissan del equipo de Sébastien Loeb, compartido con Nicolas Minassian y Nicolas Marroc. Finalmente, corrió en Surfers Paradise con un Holden Commodore de Brad Jones.
Toyota fichó a Sarrazin como titular en el Campeonato Mundial de Resistencia 2013; junto con Anthony Davidson y Sébastien Buemi consiguieron una victoria en Sakhir, dos segundos puestos y un tercero, ubicándose séptimo en el campeonato mundial de pilotos de la categoría. Además, disputó la Grand-Am Rolex Sports Car Series con un Chevrolet Corvette DP del equipo 8 Star. Obtuvo un segundo puesto y un cuarto como mejores resultados, por lo que se ubicó 19º en el campeonato de pilotos. Por otra parte, volvió al rally con un tercer puesto absoluto en el Tour de Córcega del Campeonato Europeo de Rally, al volante de un Mini Countryman.
En 2014 Sarrazin obtuvo un triunfo en Sakhir y cuatro podios más en el Mundial de Resistencia, acabando 11º en la tabla de pilotos junto con Alexander Wurz. Por otro lado, Sarrazin logró la victoria absoluta en el Tour de Córcega con un Ford Fiesta RRC.
Sarrazin fue contratado como piloto titular de Venturi para la temporada 2014/15. Acumuló seis arribos entre los primeros diez, para terminar 14º en la temporada.
En el Campeonato Mundial de Resistencia 2015, Sarrazin obtuvo un tercer puesto, un cuarto y dos quintos con Toyota, por lo que se ubicó 15º en el campeonato de pilotos. Acompañando a Mike Conway y Kamui Kobayashi, lograron la victoria en Fuji y cinco podios adicionales en 2016, para terminar séptimo en el campeonato. En cambio, en la Fórmula E 2015/16, el francés puntuó en las diez carreras de la temporada, concluyendo sexto en la tabla de pilotos, con un segundo puesto, dos cuarto y dos quintos.

## Resultados

### Fórmula 1
(Clave) (negrita indica pole position) (cursiva indica vuelta rápida)

| Año     | Escudería              | 1   | 2       | 3   | 4   | 5   | 6   | 7   | 8   | 9   | 10  | 11  | 12  | 13  | 14  | 15  | 16  | Pos. | Puntos |
| ------- | ---------------------- | --- | ------- | --- | --- | --- | --- | --- | --- | --- | --- | --- | --- | --- | --- | --- | --- | ---- | ------ |
| 1999    | Fondmetal Minardi Ford | AUS | BRA Ret | SMR | MON | ESP | CAN | FRA | GBR | AUT | GER | HUN | BEL | ITA | EUR | MYS | JPN | NC   | 0      |
| Fuente: |                        |     |         |     |     |     |     |     |     |     |     |     |     |     |     |     |     |      |        |

### 24 Horas de Le Mans
| Año     | Equipo                 | Copilotos                               | Automóvil              | Clase  | Vueltas | Pos. | Pos. Clase |
| ------- | ---------------------- | --------------------------------------- | ---------------------- | ------ | ------- | ---- | ---------- |
| 2001    | Viper Team Oreca       | Yannick Dalmas Franck Montagny          | Chrysler LMP           | LMP900 | 126     | DNF  | DNF        |
| 2002    | PlayStation Team Oreca | Franck Montagny Nicolas Minassian       | Dallara SP1-Judd       | LMP900 | 359     | 6.º  | 5.º        |
| 2003    | Pescarolo Sport        | Jean-Christophe Boullion Franck Lagorce | Courage C60-Peugeot    | LMP900 | 356     | 8.º  | 6.º        |
| 2005    | Aston Martin Racing    | David Brabham Darren Turner             | Aston Martin DBR9      | GT1    | 333     | 9.º  | 3.º        |
| 2006    | Aston Martin Racing    | Pedro Lamy Stéphane Ortelli             | Aston Martin DBR9      | GT1    | 342     | 10.º | 5.º        |
| 2007    | Team Peugeot Total     | Pedro Lamy Sébastien Bourdais           | Peugeot 908 HDi FAP    | LMP1   | 359     | 2.º  | 2.º        |
| 2008    | Team Peugeot Total     | Pedro Lamy Alexander Wurz               | Peugeot 908 HDi FAP    | LMP1   | 368     | 5.º  | 5.º        |
| 2009    | Team Peugeot Total     | Franck Montagny Sébastien Bourdais      | Peugeot 908 HDi FAP    | LMP1   | 381     | 2.º  | 2.º        |
| 2010    | Team Peugeot Total     | Franck Montagny Nicolas Minassian       | Peugeot 908 HDi FAP    | LMP1   | 264     | DNF  | DNF        |
| 2011    | Peugeot Sport Total    | Franck Montagny Nicolas Minassian       | Peugeot 908            | LMP1   | 353     | 3.º  | 3.º        |
| 2012    | Toyota Racing          | Anthony Davidson Sébastien Buemi        | Toyota TS030 Hybrid    | LMP1   | 82      | DNF  | DNF        |
| 2013    | Toyota Racing          | Anthony Davidson Sébastien Buemi        | Toyota TS030 Hybrid    | LMP1   | 347     | 2.º  | 2.º        |
| 2014    | Toyota Racing          | Alexander Wurz Kazuki Nakajima          | Toyota TS040 Hybrid    | LMP1-H | 219     | DNF  | DNF        |
| 2015    | Toyota Racing          | Mike Conway Alexander Wurz              | Toyota TS040 Hybrid    | LMP1   | 387     | 6.º  | 6.º        |
| 2016    | Toyota Gazoo Racing    | Mike Conway Kamui Kobayashi             | Toyota TS050 Hybrid    | LMP1   | 381     | 2.º  | 2.º        |
| 2017    | Toyota Gazoo Racing    | Mike Conway Kamui Kobayashi             | Toyota TS050 Hybrid    | LMP1   | 154     | DNF  | DNF        |
| 2018    | SMP Racing             | Matevos Isaakyan Egor Orudzhev          | BR Engineering BR1-AER | LMP1   | 123     | DNF  | DNF        |
| 2019    | SMP Racing             | Sergey Sirotkin Egor Orudzhev           | BR Engineering BR1-AER | LMP1   | 163     | DNF  | DNF        |
| Fuente: |                        |                                         |                        |        |         |      |            |

### Campeonato Mundial de Rally
- [4]

| Año  | Equipo                  | Vehículo               | 1      | 2      | 3   | 4     | 5      | 6   | 7   | 8      | 9       | 10    | 11    | 12      | 13  | 14    | 15      | 16  | Pos. | Puntos |
| ---- | ----------------------- | ---------------------- | ------ | ------ | --- | ----- | ------ | --- | --- | ------ | ------- | ----- | ----- | ------- | --- | ----- | ------- | --- | ---- | ------ |
| 2004 | Equipe de France FFSA   | Subaru Impreza WRC2003 | MON    | SWE    | MEX | NZL   | CHI    | GRC | TUR | ARG    | FIN     | GER 9 | JAP   | GBR     | CER | FRA 6 | ESP 4   | AUS | 11.º | 8      |
| 2005 | Subaru World Rally Team | Subaru Impreza WRC2004 | MON 14 | SWE 13 | MEX | NZL   |        |     |     |        |         |       |       |         |     |       |         |     | 17.º | 6      |
| 2005 | Subaru World Rally Team | Subaru Impreza WRC2005 |        |        |     |       | ITA 12 | CYP | TUR | GRC 13 | ARG     | FIN   | GER 8 | GBR Ret | JPN | FRA 4 | ESP Ret | AUS | 17.º | 6      |
| 2006 | Subaru World Rally Team | Subaru Impreza WRC2006 | MON 5  | SWE    | MEX | ESP 8 | FRA 8  | ARG | ITA | GRC    | GER Ret | FIN   | JPN   | CYP     | TUR | AUS   | NZL     | GBR | 18.º | 6      |

### IRC
- Resultados completos en el Intercontinental Rally Challenge:[5]

| Año  | Equipo            | Vehículo          | 1     | 2   | 3   | 4   | 5   | 6       | 7   | 8   | 9   | 10  | 11  | 12  | Posición | Puntos |
| ---- | ----------------- | ----------------- | ----- | --- | --- | --- | --- | ------- | --- | --- | --- | --- | --- | --- | -------- | ------ |
| 2009 | Peugeot Total     | Peugeot 207 S2000 | MON 3 | BRA | KEN | POR | BEL | RUS     | POR | CZE | ESP | ITA | SCO |     | 18.º     | 6      |
| 2010 | Stéphane Sarrazin | Peugeot 207 S2000 | MON 4 | BRA | ARG | CAN | ITA | BEL Ret | AZO | MAD | CZE | ITA | SCO | CYP | 17.º     | 5      |
| 2011 | Stéphane Sarrazin | Peugeot 207 S2000 | MON 4 | CAN | COR | PYA | YPR | AZO     | BCZ | MEC | SAN | ESC | CYP |     | 18.º     | 12     |

### Campeonato Mundial de Resistencia de la FIA
(Clave) (negrita indica pole position) (cursiva indica vuelta rápida)

| Año     | Escudería           | Clase | Automóvil              | 1   | 2   | 3   | 4   | 5   | 6   | 7   | 8   | 9   | Pos. | Puntos | Ref.   |
| ------- | ------------------- | ----- | ---------------------- | --- | --- | --- | --- | --- | --- | --- | --- | --- | ---- | ------ | ------ |
| 2012    |                     |       |                        | SEB | SPA | LMS | SIL | SÃO | BHR | FUJ | SHA |     | 15.º | 37.5   | [ 6 ]  |
| 2012    | Manor               | LMP2  | Oreca 05-Nissan        | 3   | 29  |     | 9   | 7   | 8   | 9   | 8   |     | 15.º | 37.5   | [ 6 ]  |
| 2012    | Toyota Racing       | LMP1  | Toyota TS030 Hybrid    |     |     | Ret |     |     |     |     |     |     | 15.º | 37.5   | [ 6 ]  |
| 2013    | Toyota Racing       | LMP1  | Toyota TS030 Hybrid    | SIL | SPA | LMS | SÃO | COA | FUJ | SHA | BHR |     | 3.º  | 106.25 | [ 7 ]  |
| 2013    | Toyota Racing       | LMP1  | Toyota TS030 Hybrid    | 3   | 4   | 2   | Ret | 2   | 13  | Ret | 1   |     | 3.º  | 106.25 | [ 7 ]  |
| 2014    | Toyota Racing       | LMP1  | Toyota TS040 Hybrid    | SIL | SPA | LMS | COA | FUJ | SHA | BHR | SÃO |     | 5.º  | 116    | [ 8 ]  |
| 2014    | Toyota Racing       | LMP1  | Toyota TS040 Hybrid    | 2   | 3   | Ret | 6   | 2   | 2   | 1   | 4   |     | 5.º  | 116    | [ 8 ]  |
| 2015    | Toyota Racing       | LMP1  | Toyota TS040 Hybrid    | SIL | SPA | LMS | NÜR | COA | FUJ | SHA | BHR |     | 6.º  | 79     | [ 9 ]  |
| 2015    | Toyota Racing       | LMP1  | Toyota TS040 Hybrid    | 4   | 5   | 6   | 6   | Ret | 6   | 5   | 3   |     | 6.º  | 79     | [ 9 ]  |
| 2016    | Toyota Gazoo Racing | LMP1  | Toyota TS050 Hybrid    | SIL | SPA | LMS | NÜR | MEX | COA | FUJ | SHA | BHR | 3.º  | 145    | [ 10 ] |
| 2016    | Toyota Gazoo Racing | LMP1  | Toyota TS050 Hybrid    | 2   | Ret | 2   | 6   | 3   | 3   | 1   | 2   | 5   | 3.º  | 145    | [ 10 ] |
| 2017    | Toyota Gazoo Racing | LMP1  | Toyota TS050 Hybrid    | SIL | SPA | LMS | NÜR | MEX | COA | FUJ | SHA | BHR | 17.º | 26     | [ 11 ] |
| 2017    | Toyota Gazoo Racing | LMP1  | Toyota TS050 Hybrid    |     | 5   | Ret |     |     | 3   |     |     |     | 17.º | 26     | [ 11 ] |
| 2018-19 | SMP Racing          | LMP1  | BR Engineering BR1-AER | SPA | LMS | SIL | FUJ | SHA | SEB | SPA | LMS |     | 14.º | 27     | [ 12 ] |
| 2018-19 | SMP Racing          | LMP1  | BR Engineering BR1-AER | Ret | Ret | 3   | Ret | Ret | NC  | 4   | Ret |     | 14.º | 27     | [ 12 ] |

### Campeonato de Europa de Rally
- Resultados completos en el Campeonato de Europa de Rally:[5]

| Año  | Equipo            | Vehículo                     | 1   | 2   | 3   | 4   | 5     | 6   | 7   | 8   | 9   | 10  | 11    | 12  | Pos. | Puntos |
| ---- | ----------------- | ---------------------------- | --- | --- | --- | --- | ----- | --- | --- | --- | --- | --- | ----- | --- | ---- | ------ |
| 2013 | First Motorsport  | Mini John Cooper Works S2000 | AUT | LIE | CAN | AZO | COR 3 | YPR | RUM | BCZ | POL | CRO | SAN   | VAL | 10.º | 24     |
| 2014 | Stéphane Sarrazin | Ford Fiesta RRC              | JAN | LIE | GRE | IRL | AZO   | YPR | EST | ZLI | CHI | VAL | COR 1 |     | 14.º | 39     |